# License to Dream
Albums de Kleeer
Winners
(1979) Get Ready
(1982)
Singles
1. De Kleeer Ting
Sortie : 1981
2. Get Tough
Sortie : 1982
3. Running Back to You
Sortie : 1982

License to Dream est le troisième album studio de Kleeer, sorti en 1981.
L'album s'est classé 13e au Top R&B/Hip-Hop Albums et 81e au Billboard 200.

## Liste des titres
| No | Titre                                | Durée |
| -- | ------------------------------------ | ----- |
| 1. | De Kleeer Ting                       | 4:41  |
| 2. | Running Back to You                  | 7:22  |
| 3. | Sippin' & Kissin'                    | 4:15  |
| 4. | Hypnotized                           | 3:40  |
| 5. | License to Dream                     | 4:45  |
| 6. | Get Tough                            | 8:17  |
| 7. | Say You Love Me                      | 4:41  |
| 8. | Where Would I Be (Without Your Love) | 4:22  |